# Maho Tsukai Pretty Cure!
Maho Tsukai Pretty Cure! (魔法つかいプリキュア! Mahōtsukai Purikyua!?) con el subtítulo oficial de Witchy Pretty Cure!, es la decimotercera temporada del anime japonés Pretty Cure, creado por Izumi Todo y producida por Toei Animation. Se estrenó el 7 de febrero del 2016, sustituyendo a Go! Princess PreCure, la duodécima temporada de Pretty Cure. El tema principal de la serie es la amistad con las brujas. Esta serie tuvo su película titulada: Eiga Mahō tsukai Pretty Cure! Kiseki no henshin! Cure Mofurun!. Su última emisión fue el 29 de enero del 2017 con un total de 50 episodios, siendo reemplazada por Kirakira ☆ PreCure À La Mode.
Una secuela llamada Maho Girls PreCure! 2 (re-bautizado como Maho Girls PreCure!! ~MIRAI DAYS~) fue anunciada por Toei Animation para ser transmitida en 2025 en el bloque nocturno ANiMAZiNG!!! de Asahi Broadcasting Coporation.

## Argumento
Durante su segundo año de la escuela media, Mirai Asahina, va con su muñeca de peluche Mofurun para investigar un misterioso objeto que cayó del cielo. Allí, conoce a una misteriosa chica llamada Liko, que lleva un colgante similar al que Mirai tiene y está buscando algo conocido como Piedra Esmeralda Linkle. Cuando los siervos oscuros de la malvada bruja Dokuroxy vienen buscando la Piedra Esmeralda Linkle, Mirai y Liko se dan la mano y se transforman en las Maho Girls Pretty Cure para luchar contra ellos. Por lo tanto, Mirai entra en un mundo de magia, donde ella y Liko deben aprender a utilizar la magia para detener a Dokuroxy.

## Personajes

### Pretty Cures
Mirai Asahina (朝日奈 みらい Asahina Mirai?) / Cure Miracle (キュアミラクル Kyua Mirakuru?)
Seiyū: Rie Takahashi
Una niña de trece/catorce años de edad, quien asiste a una escuela de magia. Está interesada en muchas cosas. Ella comienza a asistir a la escuela de magia después de reunirse con Liko y convertirse en una Pretty Cure. Como Cure Miracle, ella se presenta como ¡El milagro de dos personas, Cure Miracle! (ふたりの奇跡!キュアミラクル! Futari no Kiseki! Kyua Mirakuru!?). Es la Pretty Cure de la magia, en contraposición a su nombre y el de Liko, y su tema es de color es el rosado.
Liko Izayoi ( 十六夜 リコ  Izayoi Riko?) / Cure Magical (キュアマジカル Kyua Majikaru?)
Seiyū: Yui Horie
Una niña de trece/catorce años de edad que asiste a una escuela de magia. A pesar de que es buena en el estudio, no es tan buena en la magia. Como Cure Magical, ella se presenta como ¡La magia de dos personas, Cure Magical! (ふたりの魔法!キュアマジカル! Futari no Mahō! Kyua Majikaru!?). Es la Pretty Cure de los milagros, en contraposición a su nombre y el de Mirai, y su tema es de color es el púrpura.
Ha-chan (はーちゃん Hā-chan?)  / Kotoha Hanami (花海 ことは Hanami Kotoha?)  / Cure Felice (キュアフェリーチェ Kyua Ferīche?)
Seiyū: Saori Hayami
Ha-chan inicialmente una bebé hada que reside en el Libro Inteligente y es la reencarnación de madre Rapapa. Conforme la serie avanza crece hasta tener la edad de Mirai y Liko, a quienes considera sus madres, tomando el nombre de Kotoha Hanami y posteriormente se convierte en Cure Felice, ella se presenta como ¡La bendición universal de la vida, Cure Felice! (あまねく生命に祝福を!キュアフェリーチェ! Amaneku Inochi ni Shukufuku o! Kyua Ferīche!?). Es la Pretty Cure de la vida y su color es el verde.

### Mascotas
Mofurun (モフルン Mofurun?) / Cure Mofurun (キュアモフルン Kyua Mofurun?)
Seiyū: Ayaka Saitō
Una osa de peluche que la abuela de Mirai le entrega, y cobra vida cuando Mirai se convierte en una Pretty Cure. A menudo termina sus frases con “mofu”. Ella puede detectar la presencia de otras Linkle Stones como un aroma dulce y, a menudo, termina las oraciones con "mofu". En la película, Mofurun se convierte en una Pretty Cure nombrada a través de los poderes de Linkle Stone Mofurun y, más tarde, el Linkle Stone Heartful. De esta forma, puede luchar junto a las otras Pretty Cures y convertirse en diferentes estilos a través de las Linkle Stones. Su frase es ""Esponjosa Mofurun! Cure Mofurun!" (モフモフモフルン!キュアモフルン! Mofumofu Mofurun! Kyua Mofurun!?)". Como Cure Mofurun es la Pretty Cure de los deseos y su color es el amarillo.

### Villanos
Maho Girls es la primera temporada en mostrar en simultáneo a dos grupos de villanos, uno en cada mitad de la temporada, siendo ambos grupos respectivamente Los Magos Oscuros y Caos Interminable.

#### Los Magos Oscuros
Los Magos Oscuros (闇の魔法つかい Yami no Mahō Tsukai?) son los principales antagonistas de la primera mitad de la serie, cuyo objetivo es adquirir la Linkle Stone Emerald y permitir que su líder Dokurokushe conquiste el Mundo Mágico y el Mundo No Mágico con magia oscura. También quieren el Linkle Smartbook después de descubrir el poder de Ha-chan. Los subordinados de Dokurokushe eran originalmente animales a los que se les infundió magia y asumieron una forma humanoide para actuar en su lugar debido a su condición física.
Dokurokushe (ドクロクシー Dokurokushī?)  / Kushe (クシー Kushī?)
Seiyū: Yōsuke Akimoto (Dokurokushī), Yūichi Nakamura (Kushe)
El principal antagonista de la primera mitad de la serie. Un brujo esqueleto hambriento de poder que busca la Piedra Esmeralda Linkle para dominar el mundo. Originalmente era Kushe, un mago y un amigo cercano del director de la academia de Magia, cuya obsesión por estudiar magia para evitar una gran calamidad lo llevó a recurrir a la magia oscura. Esto redujo su cuerpo a un esqueleto, y su deseo de obtener la Linkle Stone Emerald y dominar el mundo lo hizo regresar. Después de obtener Linkle Stone Emerald y el Smartbook, absorbe sus poderes y el poder de Yamoh y se transforma en un esqueleto demoníaco gigante para luchar contra las Pretty Cure. Después de ser derrotado y purificado de su rencor, su espíritu abandona su cuerpo cuando se rompe, y Yamoh usa sus restos para crear un Yokubaru más poderoso. Finalmente, el fantasma de Kushe regresó a la efigie que Yamoh hizo de él, ayudando a sus subordinados en la batalla una vez más antes de desaparecer para siempre.
Yamoh (ヤモー Yamō?)
Seiyū: Yasuhiro Takato
El secretario de Dokurokushe y el segundo al mando del grupo. Un ser humanoide que tiene la apariencia de un geco y busca el poder divino, y consciente de la existencia de la Piedra Esmeralda Linkle. Se parece un poco a Razoff de Rayman 3. Consternado por la desaparición de su maestro, usa los huesos de Dokurokushe para crear el Yokubaru más fuerte y buscar venganza, haciendo una efigie de Dokurokushe para informarle su progreso. Utiliza el último hueso de Dokurokushe para convertirse en un Yokubaru y capturar a Kotoha y la Linkle Stone Emerald, pero es derrotado y se convierte en un gecko normal. Más tarde, Batty fusiona a él y su grupo en un Yokubaru para luchar contra el Donyokubaru de Olouva. Después de esto, se fue junto con Batty, todavía en su forma animal. Aparentemente fue restaurado a su forma humanoide por su amor por su maestro después de presenciar su regreso.
Batty (バッティ Batti?)
Seiyū: Kōji Yusa
Un hombre educado y amable que tiene la apariencia de un murciélago de orejas. También posee un bastón con una calavera y se viste como Drácula. Después de que Dokurokushe le da poder, se vuelve leal hacia él y se deprime por no poder proteger a su maestro, llamándose a sí mismo un fracaso. Batty está atento a sus compañeros de equipo, observa sus peleas finales y los lleva a la guarida de Dokurokushe después de que vuelven a sus formas animales. Sparda y Gamets, en sus formas animales, le prestan sus varitas para transformarlo en un poderoso monstruo, y tras su derrota conserva su forma humanoide. Cuando intenta agarrar la Linkle Stone Emerald, esta extrae su magia y lo devuelve a su estado original. Sparda luego lo encuentra y Olouva lo devuelve a su forma humana, pero está deprimido y no quiere pelear más. Cuando Olouva se burla de la magia oscura, se entusiasma nuevamente y derrota al Donyokubaru de Olouva con un Yokubaru creado a partir de sus amigos, luego se va con ellos. Tras la muerte de Deusmast, se matricula en la Escuela de Magia.
Sparda (スパルダ Suparuda?)
Seiyū: Yū Kobayashi
Una señora estratega astuto que tiene la apariencia de una araña. A menudo viene con un plan para atraer a las Cures en su trampa. Es basada en Aracne. Le encanta la magia oscura y es la que más invierte en la idea de Dokurokushe de un mundo gobernado por ella. A menudo experimenta con magia, incluso con seres vivos, y es la primera en fusionarse con un Yokubaru. A pesar de ser una táctica, sus decisiones son imprudentes, ya que la fusión Yokubaru se sale de control. Las Pretty Cure la derrotan en esta forma y ella regresa a su forma original como araña, que Batty se lleva a casa. Más adelante en la serie, Olouva, buscando aprender más sobre la magia oscura, la devuelve a su forma humanoide. Ella aparentemente actúa como su leal sirvienta, pero resulta ser una estratagema para resucitar a sus compañeros de equipo y robarle el libro de Dokurokushe. Olouva luego la convierte en una araña normal, pero se convierte en parte de una fusión Yokubaru que derrota al Donyokubaru de Olouva. Después de esto, ella se va con Batty y los demás.
Gamettsu (ガメッツ Gamettsu?)
Seiyū: Jōji Nakata
Un hombre serio que tiene la apariencia de una tortuga. He dresses like a Roman legionary and seeks fights to test his strength. Se viste como un legionario romano y busca peleas para poner a prueba su fuerza. Roba el Linkle Stone Garnet y usa magia para hacerse alto y ágil, rompiendo su caparazón en el proceso. De esta forma, desafía a los Cures a luchar contra él en una isla remota y, tras su derrota, queda satisfecho al volver a su estado original. Después de ser revivida por Olouva, Sparda incita a Gamets a enfrentarse a Pretty Cure utilizando al tercer miembro del grupo como incentivo. Está enojado con Olouva y, junto con Sparda, pelea con él cuando interrumpe su "batalla sagrada" con Cure Felice. Vuelve a convertirse en una tortuga normal y se convierte en parte de la fusión Yokubaru que derrota al Donyokubaru de Olouva. Después de esto, se va con Batty y los demás.
Yokubaru (ヨクバール Yokubāru?)
Seiyū: Takahiro Shimada
Los monstruos de la serie con una apariencia de un cráneo, creados por los generales con la magia negra, están nombrados por la palabra  “codicia” (欲望 yokubō?).

#### Caos Infinito
El Caos Infinito (終わりなき混沌 Owarinaki Konton?) son los principales antagonistas de la segunda mitad de la serie y los enemigos finales de las Pretty Cure, cuyo objetivo es desatar el caos en el mundo y revivir a su maestro Deusmast. Deusmast fue sellado dentro del sol por la Madre Rapapa, la vida pasada de Kotoha, y si volviera a despertar, consumiría el mundo. Sus cuatro miembros principales resultan ser fragmentos del mismo ser a quien llaman maestro, buscando reunir energía suficiente para recuperar sus fuerzas y unirse como la misma entidad nuevamente, para llenar el mundo de Caos.
Deusmast (デウスマスト Deusumasuto?)
Seiyū: Noriaki Sugiyama, Kikuko Inoue, Shō Hayami & Naoki Tatsuta
El principal antagonista de la segunda mitad de la serie y de toda la serie en general. Deusmast es una deidad malvada del caos que consume mundos. Su regreso predicho jugó un papel en la transformación de Kushe en Dokurokushe, ya que buscaba evitar que ocurriera esta calamidad. Deusmast nació de la fusión de doce seres mágicos parecidos a dioses conocidos como el Caos Interminable, que poseen el poder de cambiar la realidad usando el Mugic (ムホー, Muhō). Aunque la Madre Rapapa selló el cuerpo de Deusmast en el Sol y a sus componentes en distintas partes del mundo no mágico, las acciones de los Magos Oscuros le permitieron a Deusmast liberar a 4 de sus 12 componentes, quienes preparan la Tierra para el eventual regreso de Deusmast. Aunque tres de los miembros de Caos Interminable son enviados de regreso al sol, esto es parte de su plan, generando que su sello finalmente se rompa y un Deusmast reconstituido fusione el Mundo No Mágico y el Mundo Mágico en uno. Deustmast finalmente muere cuando las Cures lo destruyen a él y a sus componentes con el Extreme Rainbow, separando los mundos y enviando a Deusmast y a sus framentos al olvido. Deusmast habla con las cuatro voces de los generales de Caos Interminable, quienes son los ojos en forma de orbe que giran alrededor de su cuerpo.
Labut (ラブー Rabū?)
Seiyū: Naoki Tatsuta
El primero de los miembros de Caos Interminable en aparecer frente a las Pretty Cure, quien de encontraba sellado en una lámpara de aceite en el desierto. Es un genio astuto y tolerante que se considera superior a los magos debido a su nivel innato de magia y su capacidad de doblar la realidad con un chasquido de dedos. Labut emerge de su lámpara tras la muerte de Dokurokushe y revive a Yamoh para hacer su trabajo sucio, antes de usar Donyokubaru después de que le falla. Más tarde, Labut toma el control de la batalla arrojando a las Pretty Cure a una dimensión diferente y separándolas, donde muestra su verdadera forma divina. Después de que Mirai salva a sus compañeras de equipo, Labut muere con el Extreme Rainbow y envían su esencia al sol. Aunque más tarde es revivido como parte de Deusmast, muere nuevamente cuando las Cures matan a Deusmast.
Shakince (シャーキンス Shākinsu?)
Seiyū: Shō Hayami
El segundo de los miembros de Caos Interminable en aparecer frente a las Pretty Cure, quien se encontraba sellado dentro de una estatua japonesa. Un hombre serio y tranquilo parecido a un tengu que viste ropa tradicional japonesa y habla como un soldado. Le ordena a Chikurun que le robe las piedras Linkle y luego las consume para volverse más poderoso, pero Chikurun las recupera nuevamente. Después de herir a Chikurun, los sentimientos de las Cures por Chikurun les permitieron dominarlo y matarlo con Extreme Rainbow. Aunque más tarde es revivido como parte de Deusmast, Shakince muere nuevamente cuando las Cures matan a Deusmast.
Benigyo (ベニーギョ Benīgyo?)
Seiyū: Kikuko Inoue
La tercera de los miembros de Caos Interminable en aparecer frente a las Pretty Cure quien estuvo sellada en una muñeca de barro. Una mujer parecida al Raijin que tiene poderes de relámpago y teletransportación y habla como una gyaru. Lleva una armadura en brazos y piernas y está rodeada por un halo rojo y espinoso. Después de que las Pretty Cure derrotan a todos sus camaradas, ella usa sus poderes para asumir una forma demoníaca y lucha contra las Pretty Cures al fusionarse con sus otros 11 compañeros sellados. Casi muere hasta que se convierte en parte de Deusmast, lo que la convierte en el único miembro que no fue derrotada por las Pretty Cures hasta que se fusiona con todos sus compañeros, recuperando su forma como Deusmast. Benigyo muere finalmente cuando las Cures matan a Deusmast.
Olouva (オルーバ Orūba?)
Seiyū: Noriaki Sugiyama
El cuarto y último de los miembros de Caos Interminable en aparecer frente a las Pretty Cure habiendo sido liberado de su sello antes del inicio de la serie y el responsable directo de la creación de los magos oscuros y la corrupción de Kushe. Es un hombre descrito como una figura fría y condescendiente que se asemeja a un ángel caído y estudia a sus enemigos antes de atacarlos. Roba el libro de Dokurokushe y lo usa para revivir al Trío de Magos para que pueda estudiar magia oscura, y también manipula a Chikurun para que trabaje para él y sus compañeros. Se enfrenta a las Pretty Cures, pero es traicionado por Sparda, quien intenta robar el libro después de que él se burló de la magia oscura y de su antiguo maestro. Asume su forma demoníaca para devolver a Sparda y Gamets a sus formas animales y castigarlos por su traición. Las Pretty Cures lo matan con Extreme Rainbow, pero aun así logra revivir a sus camaradas de Caos Interminable en todo el mundo con el libro de Dokurokushe antes de morir. Aunque más tarde es revivido como parte de Deusmast, muere nuevamente cuando las Cures matan a Deusmast.
Chikurun (チクルン Chikurun?)
Seiyū: Neeko
Un hada con forma de abeja de la Villa de Hadas que trabaja para Olouva y Deusmast, espiando a los Cures para obtener información sobre ellas, acercándose a Mofurun, con quien hace amistad. Cuando Chikurun roba las Piedras Linkle, queda expuesto como un espía de Caos Interminable. Después de recuperar las Linkle Stones de Shakince, es perdonado por las Pretty Cure por sus acciones. Más tarde, le proporciona miel a Yamoh para hacer feliz a Dokurokushe, el espíritu goloso de Dokurokushe quien revive al final.
Don Yokubaru (ドンヨクバール DonYokubāru?)
Seiyū: Shota Yamamoto
Nueva versión de los monstruos de la serie con una apariencia de un cráneo, creados por los miembros de Caos Interminable del mismo modo que los generales de los magos oscuros. Están nombrados por la palabra “avaricia” (貪欲 donyokubaru?).

### Otros personajes

#### Mundo Mágico
Kochou (校長 Kōchō?)
Seiyū: Yuya Uchida
El director de la escuela mágica, tiene un cristal llamado Cristal Mágico o Cassie.
Kyoto (教頭 Kyōtō?)
Seiyū: Yoshino Ohtori
La subdirectora de la escuela. En un episodio Kyoto pelea con Cassie.
Cathy (キャシー Kyashī?) / Cristal Mágico (魔法の水晶 Mahō no Suishō?)
Seiyū: Satomi Arai
Un cristal que tiene apariencia de bola que pertenece a Kochou. Suele estar de muy mal humor y, a menudo, el director la malinterpreta. Ella se vuelve mayor después de que ella y el director luchan contra Dokurokushe en su guarida, pero ambos vuelven a la normalidad después de la muerte de Dokurokushe.
Isaac (アイザック Aizakku-sensei?)
Seiyū: Toshiharu Sakurai
Isaac es el maestro de clases suplementarias.
Jun (ジュン Jun?)
Seiyū: Aki Kanada
Una estudiante de cabello azul que tiene una personalidad masculina y a menudo falta a clases, lo que le da un mal historial de asistencia.
Kay (ケイ Kei?)
Seiyū: Maya Yoshioka
Una estudiante de cabello naranja que es propensa a llegar tarde y perder sus pertenencias.
Emily (エミリー Emirī?)
Seiyū: Chinami Hashimoto
Una estudiante de pelo amarillo que se asusta fácilmente. Termina en clases complementarias por miedo a las arañas o a volar su escoba por el cielo con los demás estudiantes.
Liz (リズ Rizu?)
Seiyū: Kaori Nazuka
La hermana de Liko y una profesora en formación en la Escuela de Magia, que una vez fue dueña del Linkle Stone Diamond antes de dárselo a Liko. Es muy hábil tanto en los estudios como en la magia y, a menudo, la llaman para dar lecciones.
Lilia (リリア Riria?)
Seiyū: Junko Iwao
Una famosa experta en cocina en el Mundo Mágico y madre de Liko y Liz.
Lien (リアン Rian?)
Seiyū: Masato Obara
Un famoso arqueólogo en el Mundo Mágico y el padre de Liko y Liz.
Dorothy (ドロチ Doroshī?), Nancy (ナンシ Nanshī?) y Cissy (シシ Shishī?)
Seiyū: Keiko Kobayashi (Dorothy) Miharu Sawada (Nancy) y Naomi Ōzora (Cissy)
Son tres sirenas que vienen de la Aldea de las Sirenas.
François (フランソワ Furansowa?)
Seiyū: Yoshinori Fujita (ep. 3-28), Makoto Ishii (ep. 38 en adelante)
Un mago que vende los uniformes de la escuela mágica.
Gustav (グスタフ Gusutafu?)
Seiyū: Masafumi Kimura
Un mago que vende escobas voladoras.
Todd (トッド Toddo?)
Seiyū: Yuto Suzuki
Un mago que vende frutas y vegetales.
Hook (フック Fukku?)
Seiyū: Mitsuo Senda
Un mago anciano al que le gusta difundir rumores.

#### Mundo no Mágico
Kanoko Yuki (結希かの子 Yūki Kanoko?)
Seiyū: Kotoe Taichi
La abuela de Mirai, que le dio su peluche Mofurun.
Kyoko Asahina (朝日奈今日子 Asahina Kyōko?)
Seiyū: Yūko Katō
La madre de Mirai, ella es la dueña de la tienda Power Stone.
Daikichi Asahina (朝比奈ダイキチ Asahina Daikichi?)
Seiyū: Tsuyoshi Aoki
El padre de Mirai, es un fabricante de electrónicos.
Kana Katsuki (勝木かな Katsuki Kana?)
Seiyū: Mika Kikuchi
Compañera de clases de Mirai, Liko y Kotoha en el mundo no mágico.
Mayumi Nagase (長瀬まゆみ Nagase Mayumi?)
Seiyū: Konomi Tada
Compañera de clases de Mirai, Liko y Kotoha en el mundo no mágico.
Souta Ono (大野壮太 Ōno Souta?)
Seiyū: Kouji Takahashi
Compañero de clases de Mirai, Liko y Kotoha en el mundo no mágico.
Yuuto Namiki (並木ゆうと Namiki Yūto?)
Seiyū: Ayaka Asai
Compañero de clases de Mirai, Liko y Kotoha en el mundo no mágico.

### Personajes Exclusivos de la Película
Dark Matter (ダークマター Dakumata?) / Kumata (クマタ Kumata?)
Seiyū: Daisuke Namikawa
Es el villano de la película. Un oso malvado, quien secuestra a Mofurun para obtener su magia por medio de la piedra deseo, pero con quien termina desarrollando una amistad. Cuando Mofurun se convierte en Cure Mofurun y se sacrifica para detenerlo, Dark Matter se convierte en Kumata, y arrepentido por haber dañado a su única amiga usa el poder de la piedra deseo para regresar a la vida a Mofurun. También hace un cameo en el episodio final del anime.

### Personajes Exclusivos de Pretty Cure All Stars: Cantando con todas ♪ ¡Magia milagrosa!
Solcière (ソルシエール  Sorushiēru?)
Seiyū: Seiko Niizuma
Es la villana inicial de la película, una joven hechicera que busca revivir a su maestro con las lágrimas de tristeza de todas las Pretty Cure, pero en realidad terminó siendo engañada por su asistente Trauuma. Al final de la película ayuda a Mirai y Liko a derrotar a Trauuma dándoles sus formas super. También hace un cameo en el episodio final del anime.
Trauuma ( トラウーマ  Toraūma?)
Seiyū: Koji Yamamoto
El verdadero villano de la película, quien actúa como asistente de Solcière, siendo un mago oscuro sellado en una forma débil por el mentor de Solcière, a quien engaña para que le regrese su forma verdadera, pero al final de la película es desterrado por Mirai y Liko en sus formas Super.

## Objetos
- Piedras Linkle
- Libro Inteligente Linkle
- Carruaje Arcoíris
- Bastón Linkle
- Varita Eco de Flor
- Varitas Mágicas
- Escobas Mágicas